# Mary Alice
Mary Alice Smith (Indianola, 3 de dezembro de 1941 – Nova Iorque, 27 de julho de 2022) foi uma atriz norte-americana.
Em 1987, ganhou o Tony Award de melhor atriz em peça pelo seu papel em Fences. Também conquistou um Emmy de melhor atriz coadjuvante em série dramática em 1993 pelo seu desempenho em I'll Fly Away. Em 2001, após a morte da atriz Gloria Foster, Mary Alice a substituiu como Oráculo no filme The Matrix Revolutions.

## Morte
Alice morreu em 27 de julho de 2022 em Nova Iorque.

## Filmografia
- The Matrix Online (2005, voz) … como Oráculo
- The Burly Man Chronicles (2004) … como si mesma
- The Matrix Recalibrated (2004) … como si mesma
- The Matrix Revolutions (2003) … como Oráculo
- Enter the Matrix (2003) … como Oráculo
- What I Want My Words to Do to You: Voices From Inside a Women's Maximum Security Prison (2003) … como si mesma
- Sunshine State (2002) … como Sr.ª Eunice Stokes
- The Life (2002) (creditada como Mary Alice Smith) … como Emiline Crane
- The Last Brickmaker in America (2001) … como Dorothy Cobb
- The Photographer (2000) … como Violet
- Catfish in Black Bean Sauce (1999) … como Dolores Williams
- The Wishing Tree (1999) … como Mattie
- Down in the Delta (1998) … como Rosa Lynn Sinclair
- Bed of Roses (1996) … como Alice
- Ray Alexander: A Menu for Murder (1995) … como Adele Thompson
- Heading Home (1995)
- The Mother (1994)
- The Inkwell (1994) … como Evelyn
  - … conhecido tambérm como No Ordinary Summer
- The Vernon Johns Story (1994) … como Altona
- A Perfect World (1993) … como Lottie, Mack's Wife
- Laurel Avenue (1993) … como Maggie Arnett
- Life with Mikey (1993) … como Mrs. Gordon
  - … conhecido tambérm como Give Me a Break
- Malcolm X (1992) … como School Teacher
- I'll Fly Away (1991) … como Marguerite Peck
- The Bonfire of the Vanities (1990) … como Annie Lamb
- Awakenings (1990) … como Nurse Margaret
- To Sleep with Anger (1990) … como Suzie
- The Women of Brewster Place (1989) … como Fannie Michael
- A Different World (1987) … Leticia 'Lettie' Bostic (1988-1989)
- Charlotte Forten's Mission: Experiment in Freedom (1985)
  - … conhecido tambérm como Half-Slave, Half-Free 2
- Teachers (1984) … como Linda Ganz
- Beat Street (1984) … como Cora
- Concealed Enemies (1984) … como Edith Murray
- The Brass Ring (1983) … como Mrs. Hauser
- The Color of Friendship (1981) … como Mrs. Garth
- All My Children (1970) … como Mrs. Hubbard (1980)
- Lawman Without a Gun (1979) … como Minnie Hayward
- Just an Old Sweet Song (1976) … como Helen Mayfield
  - … conhecido também como Down Home
- Sparkle (1976) … como Effie
- The Education of Sonny Carson (1974) … como Moms
- The Sty of the Blind Pig (1974) … como Alberta Warren